# Рат у Босни и Херцеговини
Рат у Босни и Херцеговини, био је војни сукоб на подручју Босне и Херцеговине, који је трајао од 1. марта 1992. до 14. децембра 1995. године. Овај рат се често описује и као Грађански рат у Босни и Херцеговини; такође се назива и именима као што су Одбрамбено-отаџбински рат (за Србе у Републици Српској), Агресија на Босну и Херцеговину (за Бошњаке у Босни и Херцеговини), те Домовински рат (за Хрвате у Босни и Херцеговини).
Оружани сукоби су почели након референдума за независност који је одржан 29. фебруара и 1. марта 1992. године. Рат је завршен потписивањем Дејтонског споразума.
Рат у Босни и Херцеговини су обиљежиле тешке борбе, неселективна гранатирања градова и насеља, спаљивање села, етничко чишћење, бројна силовања и уништавање споменика култура. Процењује се да је током рата страдало око 100.000 људи, док је расељено више од 2,2 милиона људи.

## Распад СР Босне и Херцеговине
Дана 14. октобра 1991. године пред Скупштину СР Босне и Херцеговине посланици СДА, уз подршку ХДЗ, ставили су Меморандум о суверености Босне и Херцеговине. Овим документом најављено је неучествовање у савезним установама и неприхватање одлука савезних власти уколико у њиховом доношењу не учествују све чланице СФР Југославије. За разлику од овог, одлучно сепаратистичког става - који је пратила и тврдња да је већинско одлучивање, без обзира на уставне одредбе о заштити конститутивности три народа, једино легитимно - резолуција коју је предложио СДС предвиђала је учешће у установама, али и покретање механизма за самоопредјељење конститутивних народа, уколико Хрватска добије међународно признање. 
Када није било могуће пронаћи компромис, посланици СДС су затражили да засједа Савјет за питања успостављања равноправности народа и народности СР Босне и Херцеговине. Муслиманско-хрватска већина се оглушила о овај захтјев. Председник Скупштине БиХ Момчило Крајишник објавио је крај седнице и српски посланици су отишли из Скупштине БиХ, али је састанак настављен после поноћи 15. октобра 1991. уз присуство посланика СДА и ХДЗ, као и дела посланика опозиције. Они су, без пристанка посланика СДС, око 03:00, 15. октобра 1991. усвојили Резолуцију о суверености Босне и Херцеговине и Меморандум (Писмо о намјерама).
После тог гласања, српски посланици потом су напустили Скупштину, изјавивши да не прихватају њене неуставне одлуке, а у Сарајеву су прогласили стварање Скупштине српског народа у БиХ 24.10.1991. и Скупштина Социјалистичке Републике БиХ се распала. СДС и Скупштина српског народа у БиХ су одржали 9. и 10. новембра 1991. плебисцит за останак у југословенској федерацији, а на плебисцит су изашли углавном Срби, и великом већином се изјаснили у прилог очувања Југославије. Политички представници српског народа поставили су се према установама Босне и Херцеговине једнако као и муслимански и хрватски посланици према установама СФР Југославије. Разлика је била у томе што ни једној од југословенских република у овој кризи нису биле угрожене саме основе државности - српском народу у Босни и Херцеговини била су оспорена сва дотадашња политичка права. Током наредна три мјесеца муслиманско-хрватска већина је, противно Уставу, водила СР Босну и Херцеговину ка отцјепљењу.
На територији Босне и Херцеговине српски народ је прије првих предлога о кантонизацији почео да се бори за формирање сопствених аутономних области. Муслиманска и хрватска већина, упркос чињеници да је до краја новембра поред Хрватске заједнице Херцег-Босне створена и заједница Средишње Босне, није прихватала ни оснивање заједнице општина са српском већином. Српски политички представници су до 27. новембра 1991. године створили пет српских аутономних области: Романија, Херцеговина, Бирач, Семберија и Северна Босна, док је Босанска Крајина дефинисана као Аутономна Регија Крајина (АРК).
Српски посланици и СДС започели су да заокружују аутономне области састављене од група општина на којима је српски народ живио у већини и да постепено стварају сопствену државу, чувајући дио суверенитета којим је српски народ судјеловао у СР БиХ. Прије расписивања референдума о државној самосталности СР Босне и Херцеговине, српски посланици су формирали сопствену државу Српску Републику Босну и Херцеговину.
Бадинтерова комисија није безрезервно подржала настојања босанскохерцеговачких Муслимана и Хрвата да прогласе независност републике на начин на који су то раније учиниле Словенија и Хрватска. Комисија је уочи референдума заузела став да се „не може сматрати да је изражена воља народа Босне и Херцеговине, да се СР Босне и Херцеговине конституише као суверена и независна држава, у потпуности била установљена.” Међутим, у „Мишљењу број 4” Бандитеревова комисија рекла је да референдум свих грађана може бити начин којим би се могла установити воља народа да Босна и Херцеговина конституише републику као независну државу. Шест мјесеци касније, када је независност била проглашена, а рат већ био у току, новим мишљењем неуставни и неуспјели референдум је прихваћен и означен као легитиман. Уочи самог референдума вођство Хрвата из Босне и Херцеговине настојало је да измјеном референдумског питања услови будућу федералну структуру независне државе. Међутим, „Ливањско питање” није спријечило спровођење референдума и херцеговачки Хрвати, попустивши пред притисцима из иностранства, у ствари су одредили природу положаја хрватског народа у Босни и Херцеговини у наредним деценијама.
Крајем јануара 1992. године муслиманска и српска вођства на сједници скупштине начелно су се договорила око споразума о будућем статуту СР Босне и Херцеговине, али је предсједник Предсједништва СР Босне и Херцеговине одбацио споразум. Послије референдума, који није био регуларан јер је, према извјештајима организатора, учествовало 62,88% бирача (неопходно је било између двије трећине уписаних бирача то јесте 66,66%) муслиманско-хрватска коалиција одлучила је да прогласи независност. Дан касније усред Сарајева, на Башчаршији, група осуђиваних криминалаца пуцала је на српске сватове и убила старог свата. Радило се о групи оснивача Зелених беретки које су убрзо интегрисане у АБиХ. Предводили су их Емин Швракић (власник ТВ сервиса „Блаупункт”) и Рамиз Делалић - ’црни бисер’ одбране града који је већ сутрадан на Башчаршији слављен као атентатор и никада није због тога осуђен. Српски демонстранти, које је организовао СДС, овладали су насељима: Грбавица, Илиџа, Добриња 1, Добриња 4, Лукавица, Неџарићи, Војничко поље и Враца, као и приградским општинама: Пале, Илијаш, Вогошћа и Хаџићи. Посредовањем ЈНА су убрзо уклоњене барикаде, али су демонстрацијама углавном одређене линије фронта будућег рата у граду. Српско Сарајево је тако без борби покривало око двије трећине шире територије града и нешто мање од 170.000 становника.
Током наредних пет седмица ЕЕЗ је покушала да посредује, пошто се у питање уставне судбине Босне и Херцеговине непосредно умијешала тек неколико мјесеци раније, послије двије године утицаја на судбину Југославије, Словеније и Хрватске.
Одлуке посланика СДА и ХДЗ-а о успостављању суверености БиХ (Резолуцију о суверености Босне и Херцеговине) и најава референдума о независности крајем 1991. године и почетком 1992. године, убрзале су настојање Срба да је у крајевима где су били већинско становништво, без обзира на постојеће општинске границе у СР БиХ, створи националне аутономне области, довели су до посредовања Европске економске заједнице. У Сарајеву у хотелу „Холидеј ин”, 9.1.1992. посланици Скупштине српског народа у БиХ усвојили су декларацију о стварању „Републике српског народа Босне и Херцеговине”, која „се налази у саставу савезне државе Југославије, као њена федерална јединица”. Тако су најавили да ће у случају отцјепљења Босне и Херцеговине одвојити крајеве које сматрају својим и остати у саставу СФР Југославије.
Права која је СР Босна и Херцеговина добила Уставом СФР Југославије из 1974. на самоопредељење, Бадинтерова комисија, ЕУ и САД признавале су као неоспорно, али право конститутивности, које је српски народ имао Уставом СР Босне и Херцеговине из 1974. године, поништено је, а одлука о статусу БиХ препуштена вољи друга два народа која су чинила већину становништва Републике.
Референдум који су СДА и ХДЗ организовали 1. марта 1992. године прошао је уз бојкот српског народа, а друга два народа плебисцитарно су одлучила да успоставе независну Републику Босну и Херцеговину. Земља је утонула у хаос. Посредовањем Европске економске заједнице у Лисабону марта 1992. године договорен је Кутиљеров план којим је Босна и Херцеговина требало да буде устројена као сложена држава са три национална кантона, али упркос томе што су се у почетку сви сагласили са овим планом, предсједник Предсједништва Босне и Херцеговине и муслимански вођа Алија Изетбеговић, на савјет амбасадора САД Ворена Цимермана, повукао је свој пристанак. Почетком априла 1992. године, противно установи која је штитила равноправност грађана у Скупштини Босне и Херцеговине, хрватски и муслимански посланици прогласили су независност државе. ЕЕЗ, САД, а касније и УН, признале су нову државу. Због објављивања одлуке Савета министара ЕЗ да се призна независност БиХ, у Бањалуци се састала Скупштина Републике Српске БиХ и на седници 7. 4. 1992. донела је одлуку о проглашењу Републике Српске БиХ „независном”, а на истој седници Скупштина је обавештена да су поднели оставке српски чланови Предсједништва СР Босне и Херцеговине Биљана Плавшић и Никола Кољевић на мјеста у Председништву. Држава се распала, а почео је грађански рат на националној и вјерској основи.

## Политичко стање пре почетка рата

### Распад Југославије
Рат у Босни и Херцеговини је уско везан са распадом Југославије. Југословенска криза почиње слабљењем дотадашње комунистичке власти, што се може окарактерисати као део општих промена које су услиједиле завршетком Хладног рата у свету. У случају Југославије, комунизам је све више губио идеолошку снагу пред јачањем национализма крајем осамдесетих година 20. века.

### Ситуација у СР Босни и Херцеговини
Попис становништва на дан 31. марта 1991. године за СР Босну и Херцеговину наводи укупно 4.354.911 становника. Од тога су 1.902.869 становника (43,7%) били Муслимани, 1.364.363 (31,3%) Срби, 752.068 (17,3%) Хрвати, док су 7,7% чинили припадници других нација и Југословени. Муслимани су били већина у 45 општина (у 13 релативна, у 32 апсолутна), Срби у 34 општина (5 релативна, 29 апсолутна), а Хрвати су били већина у 20 општина (6 релативна, 14 апсолутна).
На првим изборима у СР Босни и Херцеговини 1990. године победиле су три највеће националне странке у земљи. Парламентарна већина је састављена од посланика Странке демократске акције (СДА), Српске демократске странке (СДС) и Хрватске демократске заједнице (ХДЗ). Националне странке су, без обзира на повремена препуцавања и узајамне оптужбе око метода агитације (нпр. неретко везане зелене муслиманске заставе и хрватске шаховнице) и бојазан да се не направи политички савез Бошњака и Хрвата против Срба, ипак успоставиле прећутни савез. Иако су се програмски и политички међусобно разликовале, основни разлог који их је повезивао и стварао идилу хармоније и толеранције био је антикомунизам, односно заједничка жеља да дотадашњој социјалистичкој власти у земљи дође крај. Странке су поделиле власт по националном кључу, тако да је за председника Председништва Социјалистичке Републике Босне и Херцеговине изабран Муслиман Алија Изетбеговић, за председника Скупштине Србин Момчило Крајишник, а за председника Владе Хрват Јуре Пеливан. Споразум о подели власти функционисао је за вријеме изборне трке, у победи на изборима, те у подели функција, чиме је у ствари и окончан.
Распад СФРЈ, започет проглашењем независности Словеније и краткотрајним ратом против ЈНА, наставио се интензивирањем напора Хрватске за стицање независности. У Хрватској су у лето 1991. године интензивирани ратни сукоби између ЈНА и Хрватске војске (тада републичког Министарства унутрашњих послова /МУП/ и јединица Збора Народне гарде /ЗНГ/). Након истека тромесечног мораторијума на проглашење независности, склопљеног уз посредовање представника Европске заједнице на Брионима у јулу 1991. године, ЈНА проглашава делимичну мобилизацију 3. октобра 1991. године, а Хрватска 8. октобра 1991. године проглашава прекид свих веза с остатком СФРЈ.
Скупштина СР Босне и Херцеговине је, гласовима СДА и ХДЗ-а 142 посланика (59,16%) прегласала српске представнике, реагујући на догађаје у СФРЈ, 15. октобра 1991. године донела „Акт о реафирмацији суверености Републике Босне и Херцеговине”. Тим чином одлучено је да се повуку представници СР Босне и Херцеговине из рада савезних органа док се не постигне договор између свих република које сачињавају Југославију, али је и доношењем акта без постојања двотрећинске већине дошло до анулирања важећег Устава СР Босне и Херцеговине. Овај акт је допринео стварању међунационалне напетости у СР Босни и Херцеговини и био увод у предстојеће ратне сукобе.
На скупштини крњег Председништва и крње Владе СР Босне и Херцеговине донесена је одлука према којој се регрути и резервни састав неће слати у ЈНА. Уједно, Муслимани и Хрвати су мобилисали резервни састав МУП-а СР Босне и Херцеговине који су упућени према Босанској Градишци и Босанској Костајници.
Од средине септембра до средине новембра 1991. године, ослањајући се на општине у којима је освојио власт, СДС успоставља српске аутономне области (САО), које су у свим својим дјеловањима биле независне од централне власти. Као резултат муслиманске и хрватске жеље за отцепљењем СР Босне и Херцеговине из Југославије и све веће међунационалне напетости уследио је референдум српског народа, 9. и 10. новембра 1991. године, на којем су Срби изгласали успостављање самосталне српске републике у границама СР Босне и Херцеговине, са намером останка у СФРЈ. Делови владе у Сарајеву, састављени од Муслимана и Хрвата, изнели су став да је референдум неуставан и неважећи, тако да нису предузели никакве даље мере. ХДЗ БиХ је, међутим, 12. новембра 1991. године прогласио Хрватску заједницу Посавине у Босанском Броду, а 18. новембра 1991. године у Грудама је проглашена и Хрватска Република Херцег-Босна (ХРХБ).
Срби су 9. јануара 1992. године своје „аутономне области” формално прогласили именом републиком, под називом Република српског народа Босне и Херцеговине (касније преименована у Република Српска) пре него што је Скупштина СР Босне и Херцеговине 25. јануара 1992. донела одлуку да се распише референдум о независности СР Босне и Херцеговине.
- САО у БиХ, у септембру 1991.
- САО у БиХ, у новембру 1991.

## Ток рата
Раст напетости у СР Босни и Херцеговини довео је до масовног личног наоружавања и пораста броја инцидената. Од краја лета 1991. године до почетка рата, широм СР Босне и Херцеговине долази до бројних инцидената. ЈНА је довела појачање око Мостара, чему су се јавно успротивиле локалне власти. У западној Херцеговини код Посушја Хрвати националисти, вероватно уз помоћ полиције републике Хрватске, поставили су препреку на путу и извршили оружани напад на колону ЈНА која је ишла од Мостара према Дувну 18. септембра 1991. године, а у сукобу су убијена два лица. После је, изгледа сличан напад Хрвата на ЈНА, довео до њеног напада на херцеговачко село Равно 1. октобра 1991. како би деблокирала пут ка Дубровнику.
Упркос противљењу Срба, једног од три конститутивна народа у СР Босни и Херцеговини, расписан је референдум о независности СР Босне и Херцеговине, који је проведен 29. фебруара и 1. марта 1992. године, а на којем је 62% бирачког тела изашло на гласање.

### Први сукоби
Тачан датум почетка рата и прва жртва су предмет спора између Бошњака, Хрвата и Срба. На дан 1. марта 1992. другог дана референдума о независности СР Босне и Херцеговине, припадник Зелених беретки Рамиз Делалић Ћело је пуцао на српску свадбену поворку на Башчаршији и притом убио младожењиног оца Николу Гардовића, а ранио православног свештеника Раденка Миковића. Догађај је познат као убиство старог свата испред Старе цркве на Башчаршији. Наоружани Срби су исте вечери подигли барикаде по Сарајеву, а у раздобљу од 1. до 5. марта подигли су барикаде и у још неким општинама (Шамац, Дервента, Оџак). Муслимани су контролисали центар Сарајева, док су Срби контролисали остатак града, као и узвишења око њега. Након апела јавности, Караџић и Изетбеговић су 3. марта одржали састанак у штабу ЈНА у центру Сарајева уз посредовање генерала ЈНА Милутина Кукањца. Након оштре расправе, Караџић и Изетбеговић су се сагласили да ред у граду одржавају мешовите патроле ЈНА и полиције и привремено одгодили даље оружане сукобе у граду. Међутим, током марта уследили су мањи оружани сукоби уз употребу ватреног оружја и подизање барикада у већини градова у СР Босни и Херцеговини. Том приликом убијено је или рањено више десетина особа.
Хрватско — муслиманске паравојне снаге из околине Босанског Брода, заједно са 108. бригадом ЗНГ из Хрватске, заузеле су 3. марта Босански Брод. Тада је почело застрашивање српског становништва у овом мјесту и околним селима, које се у наредним мјесецима претворило у отворен прогон Срба. Поткрај марта бележе се местимична пушкарања (23. марта у Горажду; 29. марта у Купресу, Мостару и Дервенти), да би се сукоби од почетка априла 1992. проширили на целу СР Босну и Херцеговину. Сукоби у Босни и Херцеговини отпочели су нападима Оружаних снага Републике Хрватске током марта 1992. године, на територију Босне и Херцеговине у рејонима Босански Брод, Купрес и долини Неретве. Хрватске паравојне снаге су 23. марта напале из правца Неума артиљеријом и пјешадијом село Храсно. Шест припадника резервног састава ЈНА погинуло је у нападу јединица ХОС-а на рубном подручју општине Неум. По наређењу Кризног штаба ХДЗ за Босанску Посавину 25. марта је блокиран пут између Босанске Крајине и Србије. У месту Сијековац код Босанског Брода, у ноћи између 26. и 27. марта, Војска Републике Хрватске је прешла реку Саву и у сарадњи са муслиманским паравојним јединицама починила тежак злочин и убила 9 српских цивила. У масакру у Сијековцу страдало је укупно 46 Срба. Овим масакром су започети велики оружани сукоби у СР Босни и Херцеговини. Два батаљона 108. бригаде ЗНГ у садејству с локалним хрватско-муслиманским формацијама су 28. марта напале села између Босанског Брода и Дервенте. Јединице ХОС-а, ЗНГ-а и других формација у 06.00 часова 3. априла отпочеле напад на Купрес и његова села Доњи Малован, Благај, Занаглина, Горње Равно, Доње Равно, Буковско, Рилиће, Бегово Село. Српске добровољачке снаге предвођене Арканом су 1. априла заузеле Бијељину, важан саобраћајни чвор на североистоку СР Босне и Херцеговине, и убиле више цивила. Алија Изетбеговић је 4. априла прогласио општу мобилизацију.
Као одговор на избијање отворених сукоба, грађани Сарајева су 5. априла организовали велике антиратне протесте, супротставивши се национализму. До сличних протеста је дошло и у Мостару и другим градовима СР Босне и Херцеговине. У Сарајеву су демонстранти ушли у зграду парламента, а када су кренули према седишту Српске демократске странке у оближњем хотелу „Холидеј ин”, на њих је отворена ватра и том приликом су убијене две особе, Суада Дилберовић и Олга Сучић, које Бошњаци и Хрвати сматрају првим жртвама рата. Одговор ЈНА на ове догађаје у Сарајеву је био почетак блокаде Сарајева.
Европска заједница је 6. априла признала СР Босну и Херцеговину за независну државу на основу извештаја Бадинтерове комисије о референдуму у Босни и Херцеговини, 29. фебруара 1992. године. Скупштина српског народа у Босни и Херцеговини прогласила је рано ујутро 7. априла у Сарајеву у хотелу „Холидеј ин” независност Српске Републике Босне и Херцеговине, која „може ступати у заједнице са другим субјективитетима у Југославији”. Према саопштењу са потписом Момчила Крајишника, Скупштина је обавјештена да су др Биљана Плавшић и проф. др Никола Кољевић дали оставке на положај чланова Предсједништва Босне и Херцеговине, у коме послије тога остају само три муслиманска и два хрватска представника. Сви министри српске националности су 8. априла напустили Владу СР БиХ. 90% милиционера српске националности напустило је МУП СР Босне и Херцеговине и прешло новоформираном српском МУП-у, изјавио је министар за унутрашње послове Српске Републике Босне и Херцеговине Мићо Станишић. Крње Предсједништво СР Босне и Херцеговине у Сарајеву, које је преузело ингеренције Скупштине, прогласило је стање непосредне ратне опасности као и измјену назива Социјалистичка Република Босна и Херцеговина у Република Босна и Херцеговина, те укинуло Републички штаб Територијалне одбране и образовало Штаб Територијалне одбране Републике Босне и Херцеговине на челу са командантом пуковником Хасаном Ефендићем. У Грудама је основано Хрватско вијеће одбране (ХВО) као „једини институционални облик одбране” Хрвата у Босни и Херцеговини.
Српске снаге су заузеле Зворник 9. априла. Јединице Ужичког корпуса ЈНА су 16. априла око 13.00 часова ушле у Вишеград и преузеле контролу над цијелим градом. Кризни штаб СДС преузео је 17. априла контролу над Фочом.
Дана 2. маја нападнути су војни објекти у Сарајеву — Дом ЈНА, Касарна Маршал Тито, Команда 2. Војне области и Војна болница. На Скендерији је масакрирана колона војних санитетских возила. Почело гранатирање Сарајева (уништена главна пошта, зграда Председништва Босне и Херцеговине). Срби на аеродрому хапсе председника Републике Босне и Херцеговине, Алију Изетбеговића, који се враћао из Лисабона и одводе га у штаб ЈНА у Лукавици. Сутрадан је приликом размене Изетбеговића за јединице ЈНА из центра Сарајева, у Добровољачкој улици дошло до пресретања колоне од стране муслиманских јединица и том приликом су погинула 42, рањен 71 а заробљено 215 припадника ЈНА. Изетбеговић је ослобођен. Српске снаге заузеле су Дервенту. Предсједништво Југославије донијело је одлуку о убрзаном повлачењу из Босне и Херцеговине свих грађана Савезне Републике Југославије који се налазе на служби у ЈНА у тој Републици.

### 1992.
- 10. април — Победа ЈНА у Операцији Купрес, чиме су хрватске снаге избачене из општине Купрес.
- 3. мај — Напад на ЈНА у Добровољачкој улици у Сарајеву.
- 4. мај — Четворочлано Председништво Југославије издало је наредбу да се ЈНА повуче у СРЈ из БиХ до 20. 5. 1992.
- 11. мај — Муслиманске снаге напале касарну ЈНА у Крупи, општина Хаџићи. Заробљено је 8 војника — резервиста ЈНА, који су одведени у Тарчин, где су затворени у логор Силос. Тако је формиран логор за Србе „Силос”, који је радио све до 27. јануара 1996. године. У овом логору је мучено више од 600 људи, а 24 умрло.
- 15. мај — Муслиманске снаге извршиле напад на колону ЈНА у Тузли током које је убијено 50, а рањено 44 војника.
- 20. мај — Повучен и последњи војник ЈНА из Босне и Херцеговине.
- 22. мај — У чланство ОУН примљене су Република Босна и Херцеговина, Хрватска и Словенија. Јаке борбе између хрватских и муслиманских снага вођене су у Травнику, Витезу и другим мјестима у долини Лашве. Отпочео напад на Приједор.
- 25. мај — Здружене муслиманско-хрватске снаге, њих 3.000, нападају српско село Брадина у општини Коњиц и том приликом убијају 38 Срба и силују пет Српкиња, а у наредних два дана још 20 Срба је убијено, а 200 Срба је одведено у логоре Челебићи и Мусала.
- 27. мај — Експлозија у сарајевској улици Васе Мискина, погинуло 17 особа. Муслимани оптужили Србе да су одговорни за експлозију.
- 4. јун — Муслиманске јединице напале колону возила ВРС у Жепачкој клисури.[тражи се извор]
- 5. јун — Петоро логораша је пуштено из логора Кератерм. Логор је ускоро затворен, а логораши премештени у друге логоре.
- 24. јун — У Посавини почела операција ВРС „Коридор” чији циљ је био успостављање копнене везе између западног дела Републике Српске и Републике Српске Крајине са источним дијелом Српске и са Србијом.
- 29. јун — После жестоких притисака међународне заједнице, Срби напустили сарајевски аеродром и препустили га ОУН у сврху достављања хуманитарне помоћи становништву које се налазило под опсадом.
- 14. август — Око 21 час долазе 3 наоружана униформисана лица по др Милутина Најдановића, сарајевског лекара и професора на Медицинском Факултету у Сарајеву, одводе га на саслушање, а потом до стадиона „Кошево” где је убијен са више хитаца из ватреног оружја.
- 26. август — У Лондону одржана прва међународна конференција посвећена заустављању рата у Босни и Херцеговини.
- 29. октобар — Војска Републике Српске заузима град Јајце.[28]
- 6. новембар — На Глођанском брду, код Зворника, снаге Армије РБиХ убијају 126 српских цивила и војника ВРС.
- 18. децембар — Дејвид Овен, као изасланик ОУН за заустављање босанског рата, стигао у Сарајево.

### 1993.
- 7. јануар — Муслиманске јединице извршиле над српским становништвом масакр у Кравици.
- 11. јануар — На локалитету Сува Међа, на подручју села Бањани, општина Босанска Крупа, снаге Армије РБиХ убијају 56 српских војника ВРС.
- 16. јануар — Муслиманске јединице извршиле над српским становништвом масакр у селу Скелани.
- 11. март — Заменик командант Унпрофора у Босни и Херцеговини, генерал Филип Моријон, стигао у Сребреницу која се налазила под опсадом српских снага.[29]
- 16. април — Припадници ХВО-а извршили масакр у селу Ахмићи, у средњој Босни, убивши 116 бошњачких цивила.
- 18. април — Савет безбедности УН прогласио Сребреницу заштићеном зоном.
- 2. мај — Председник Републике Српске, Радован Караџић, потписао у Атини предлог Венс-Овеновог плана за заустављање рата у Босни и Херцеговини. Ратификација плана препуштена Скупштини РС.
- 5. мај — Скупштина Републике Српске, на заседању на Јахорини, одбила предлог Венс-Овеновог плана.
- 16. јун — У Женеви представљен нови мировни план, познатији под називом Овен-Столтенбергов план. Српска и хрватска страна прихватиле предложене мапе.
- 11. јул — Војска Републике Српске у операцији Лукавац 93 је повратила контролу Трнова. У наставку исте операције заузимањем делова Игмана потпуно је затворила обруч око бошњачког дела Сарајева и Храснице.
- 24. август — Хрвати у Босни и Херцеговини прогласили своја подручја Републиком Херцег-Босна.
- 9. септембар — Јединице Армије РБиХ упадају у раним јутарњим сатима у хрватско село Грабовица, код Јабланице, и том приликом убијају најмање 33 цивила.
- 21. септембар — Муслиманска страна одбацила предложени Овен-Столтенбергов план.
- 23. октобар — Припадници ХВО-а извршили масакр у бошњачком селу Ступни До код Вареша, убивши 37 цивила.
- 2. новембар — Јединице Армије РБиХ заузимају Варешку енклаву и протерују Хрвате.

### 1994.
- 5. фебруар — Експлозија на сарајевској пијаци Маркале, 68 особа погинуло, а рањено око 200. Срби оптужени да су одговорни за експлозију.
- 18. март — Фрањо Туђман и Алија Изетбеговић потписали споразум о формирању муслиманско-хрватске федерације у Босни и Херцеговини.
- 8. април — Војска Републике Српске започела офанзиву на Горажде, највећу муслиманску енклаву која је бројала око 60.000 људи.
- 25. април — Сједињене Америчке Државе, Немачка, Француска, Уједињено Краљевство и Руска Федерација формирале контакт групу.[30]
- 18. јул — Муслимани и Хрвати прихватили предложени план Контакт групе, по којем је Босна и Херцеговина издељена на муслиманско-хрватску федерацију са 51% и Републику Српску са 49% територије.
- 4. август — После неколико одбијања Републике Српске да прихвате план Контакт групе, власти Савезне Републике Југославије прекинуле све односе са Републиком Српском и затвориле границу на Дрини.
- 24. август — Армија РБиХ користи хемијско оружје[а] из положаја Лозна — Срновска коса на Озрену.[31]
- 3. новембар — У заједничкој војној офанзиви, хрватско-муслиманске снаге заузеле стратешки важан град Купрес на југозападу Босне.
- 26. новембар — Српске снаге на западу Босне, током успешно изведене контраофанзиве, ушле у предграђе Бихаћа.

### 1995.
- 25. март — Армија РБиХ након неколико дана офанзиве заузима Влашићки плато, укључујући и највиши врх Паљеник.
- 11. јул — Војска Републике Српске заузима[тражи се извор] Сребреницу, једну од најважнијих муслиманских енклава.[32]
- 16. јул — Хашки трибунал подигао оптужницу против Радована Караџића и команданта Војске Републике Српске, Ратка Младића, због опсаде и гранатирања Сарајева.
- 28. јул — Регуларна Хрватска војска, уз помоћ Хрватског вијећа одбране, заузела Босанско Грахово, а сутрадан и градић Гламоч.
- 7. август — Авион хрватског РВ и ПВО убија на Петровачкој цести 9 цивила који беже из Крајине, а рањава 50.
- 28. август — Још једна стравична експлозија на пијацу Маркале у Сарајеву. Биланс: 37 особа погинуло. Срби и по трећи пут оптужени.
- 29. август — Највише руководство Републике Српске овластило председника Србије, Слободана Милошевића, да заступа РС на мировним преговорима.
- 30. август — Авијација НАТО пакта отпочела велике ваздушне ударе по Републици Српској, уништавајући најважније војне и комуникацијске објекте.
- 8. септембар — Република Српска службено призната као један од два ентитета у будућој Босни и Херцеговини.
- 10. септембар — Армија РБиХ заузела Возућу и остала српска села у долини Криваје. Том приликом су почињени тешки злочини над ратним заробљеницима и цивилима.[тражи се извор]
- 14. септембар — После двонедељних ваздушних удара НАТО авијације, Срби су повукли тешко наоружање око Сарајева чиме је фактички била окончана троипогодишња опсада овог града.
- 5. октобар — Један од кључних преговарача у остваривању мировног споразума, Ричард Холбрук (дипломата из САД), прогласио двомесечно примирје у Босни и Херцеговини. До тог дана, офанзива удружених муслиманско-хрватских снага свела територију Срба на мање од 50% територије Босне и Херцеговине.
- 16. новембар — Хашки трибунал допунио оптужницу против Караџића и Младића, стављајући им на терет одговорност за масакр у Сребреници.
- 21. новембар — После тронедељних преговора, у америчкој војној бази Дејтон потписан мировни споразум који је окончао рат у Босни и Херцеговини. Споразум потписали Слободан Милошевић, Фрањо Туђман и Алија Изетбеговић.
- 14. децембар — У Паризу свечано ратификован Дејтонски споразум.

## Дејтонски мировни споразум
Пре потписивања споразума одржана је конференција од 1. новембра до 21. новембра 1995. године, аглавни учесници су били тадашњи председник Републике Србије Слободан Милошевић, председник Председништва Републике Босне и Херцеговине Алија Изетбеговић, предсједник Републике Хрватске Фрањо Туђман, амерички посредник Ричард Холбрук и генерал Весли Кларк. Споразум је званично потписан у Паризу, 14. децембра. Дејтонски мировни споразум је договор потписан у ваздухопловној бази Рајт-Патерсон код Дејтона, у америчкој држави Охајо, којим се званично прекинуо рат у Босни и Херцеговини (1992—1995).

## Улога међународне заједнице
Под међународном заједницом у рату и Босни и Херцеговини се првенствено убрајају Унпрофор, НАТО, Европска унија, Организација уједињених нација и Сједињене Америчке Државе као и друге државе и међународне паравојне формације које су имале релативно значајан допринос у ток збивања у Босни и Херцеговини. Међународне снаге ангажоване на територији Босне и Херцеговине су претрпјеле значајне губитке (320 погинулих војника Унпрофора и бројни рањени).
Према неким мишљењима тражења брзог признавања независности Хрватске и БиХ од 1991. из Немачке, а из САД од 1992. само су допринела грађанским ратовима на подручју СФРЈ 1991. и 1992. Један од првих потеза који многи данас карактеришу као иницијална грешка која је значајно допринијела процесу распада Југославије је била унилатерална одлука Немачке о признању Хрватске независности. Тај потез је ставио Босну и Херцеговину у изузетно незгодну позицију. Улогу у ширењу тенденциозних информација и дезинформација о рату у западним медијима, којима је сукоб приказан као борба Муслимана и Хрвата против Срба, имале су и агенције за односе са јавношћу, попут Рудер Фина.
Погоршање кризе у Југославији међународна заједница је примила са половичним реакцијама и мерама као што је било имплементација мировних посматрача по мандату ОУН-а који нису имали капацитет да предузму значајне мере како би ублажили или побољшали ефекте кризе. Сама импотентност међународне заједнице је охрабрила националистичке вође и оне којима је пут у рат већ био зацртан као дугорочни циљ. Читав низ резолуција које су изгласане при ОУН-у нису имале метод примјене осим резолуција које су успоставиле ембарго оружја за све државе бивше Југославије и економски ембарго против Југославије. Обе резолуције су у мањој или већој мери такође кршене током рата.